# 薩克森的瑪麗亞·伊莉莎白 (1736年—1818年)
薩克森的瑪麗亞·伊莉莎白（德語：Maria Elisabeth von Sachsen，1736年2月2日—1818年12月24日），波蘭國王奧古斯特三世的第六女（次女夭折，形同第五女）。
瑪麗亞·伊莉莎白終生未婚，1818年於德勒斯登去世，享年82歲。